# 木原直哉
木原 直哉（きはら なおや、1981年7月23日 - ）は、日本のプロポーカープレイヤー。北海道名寄市出身。

## 人物
北海道名寄市生まれ。北海道旭川東高等学校を卒業後、東京大学理科一類に入学。東京大学在学中には将棋部に所属しつつ、バックギャモンのプレーヤーとしても活動。大学には通算10年在学し、2011年3月に東京大学理学部地球惑星物理学科を卒業。その後プロのポーカー選手となり、同年の「世界ポーカー選手権大会」に初参戦。メインイベントで入賞し、賞金$19,359を獲得。
2012年の「第42回世界ポーカー選手権大会 (2012 World Series of Poker)」において、6月18日から20日にかけて行なわれたトーナメントナンバー34、「ポット・リミット・オマハ・シックス・ハンデッド」に参加し、日本人選手としては初めて世界選手権での優勝を果たした。優勝賞金は$512,029、参加者数は419名であった。
2012年9月～2016年8月末までポーカースターズとプロ契約を結び「TEAM POKERSTARS」のメンバーに。
2013年に開催されたL.A. Poker Classic $10,000 No Limit Hold'em Championshipでは9位入賞。賞金$96,780を獲得。
同年9月、ポーカーニュースサイトのPokerListingsから「Most Inspiring Player（最も感動させるプレイヤー）」に選ばれた。
2022年には「第52回世界ポーカー選手権大会 (2022 World Series of Poker)」において、3度のファイナルテーブル出場を果たす。参加費$50,000の「Poker Players Championship (Event #56)」においては3位入賞。賞金$639,257を獲得した。。

## 著作

### 書籍
- 『運と実力の間（あわい）』（飛鳥新社、2013年6月8日） ISBN 978-4864102384
- 『東大卒ポーカー王者が教える勝つための確率思考』（中経出版、2013年10月23日） ISBN 978-4046000316
- 『たった一度の人生は好きなことだけやればいい! 東大卒ポーカー世界チャンプ 成功の教え』（日本能率協会マネジメントセンター、2014年5月9日） ISBN 978-4820719038
- 『PokerMillions』Kindle版
- 『「確率思考」で市場を制する最強の投資術』（KADOKAWA、2024年9月30日）ISBN 9784046068064、エミン・ユルマズとの共同著[6]

### DVD
- 『東大卒ポーカー王者が教える勝つための確率思考 [DVD]』（2014年、ビズハーツ）
- 『クレイジージャーニー　vol.5【世界のカジノで戦うポーカープレイヤー】木原直哉』（2017年）

## 受賞
- 名寄市長特別賞（2012年11月27日）
- 「Spirit of Poker Awards 2013」で「Most Inspiring Player」を受賞（2013年9月12日）